# صدف کشیده

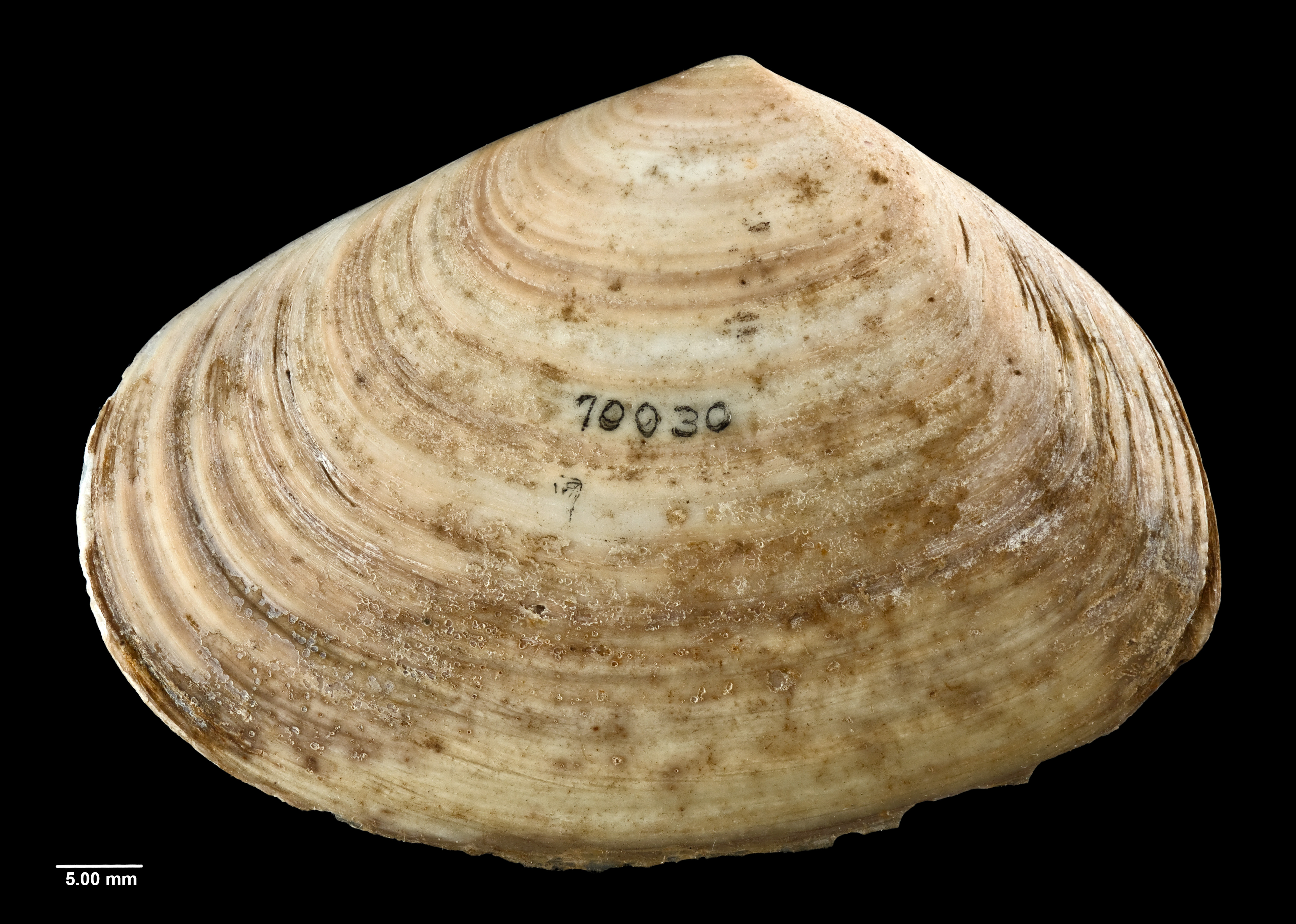
نگاره‌ای از شکل صدف کشیده.

صدف کشیده (نام علمی: Paphies) نام یک سرده از راسته صدف‌های سفت‌پوسته است.